# Earlandia
Earlandia es un género de foraminífero bentónico de la familia Earlandiidae, de la superfamilia Earlandioidea, del suborden Fusulinina y del orden Fusulinida. Su especie tipo es Earlandia perparva. Su rango cronoestratigráfico abarca desde el Ludloviense (Silúrico superior) hasta el Pérmico.

## Discusión
Algunas clasificaciones más recientes incluyen Earlandia en suborden Earlandiina, del orden Earlandiida, de la subclase Afusulinana y de la clase Fusulinata.

## Clasificación
Earlandia incluye a las siguientes especies:
- Earlandia aspera †
- Earlandia brevis †
- Earlandia cannulaeformis †
- Earlandia condori †
- Earlandia consternatio †
- Earlandia deformis †
- Earlandia dunningtoni †
- Earlandia elegans †
- Earlandia levata †
- Earlandia minima †
- Earlandia moderata †
- Earlandia norilskense †
- Earlandia novomutnini †
- Earlandia perparva †
- Earlandia pseudoelegans †
- Earlandia pulchra †
- Earlandia sanarensis †
- Earlandia tintinniformis †
- Earlandia vulgaris †

Otra especie considerada en Earlandia es:
- Earlandia rugosa †, de posición genérica incierta

En Earlandia se han considerado los siguientes subgéneros:
- Earlandia (Oldella), aceptado como género Oldella
- Earlandia (Quasiearlandia), también considerado como género Quasiearlandia y aceptado como género Earlandia